# Ramblinus
Ramblinus is een geslacht van hooiwagens uit de familie Phalangiidae (Echte hooiwagens).
De wetenschappelijke naam Ramblinus is voor het eerst geldig gepubliceerd door W. Starega in 1984. 

## Soorten
Ramblinus is monotypisch en omvat slechts de volgende soort:
- Ramblinus spinipalpis